# Eisingen, Baden-Württemberg
Eisingen är en kommun och ort i Enzkreis i regionen Nordschwarzwald i Regierungsbezirk Karlsruhe i förbundslandet Baden-Württemberg i Tyskland.
Kommunen ingår i kommunalförbundet Kämpfelbachtal tillsammans med kommunerna Kämpfelbach och Königsbach-Stein.